# جوزيبي ماروتا
جوزيبي ماروتا (بالإيطالية: Giuseppe Marotta)‏ هو لاعب كرة قدم إيطالي، ولد في 25 مارس 1957 في فاريزي في إيطاليا.